# Insoportablemente vivo
InsoportablemENte VIVO o Insoportablemente en vivo, como hace inferir el título de la portada por sus colores, es el séptimo álbum de la banda de hard rock La Renga y el primer DVD. Fue grabado en el concierto dado en el estadio del C. A. Huracán el 19 de mayo de 2001. El lanzamiento del DVD fue el 20 de diciembre de 2004. La frase proviene del texto de la canción "Cuándo vendrán".

## Canciones
El álbum consta de dos CD.
El espectáculo es básicamente la presentación del álbum La esquina del infinito, publicado el año anterior, aunque tiene canciones de toda la carrera artística del grupo.
Por primera y única vez se editan las canciones "Oportunidad oportuna" y "Un tiempo fuera de casa", jamás grabadas en estudio.
Vale recordar que la última canción es "Hablando de la libertad" con la que La Renga cierra todos sus conciertos.
Al final de la canción número 6, Chizzo anuncia al público la intención de realizar un CD con ese concierto.

## Portada
Tanto en el CD como el DVD tienen la misma portada. Estas constan de una foto del escenario del concierto, escenario iluminado de luces naranjas. 
Montada de forma que quede entre el público y el escenario, hay una entrada con el número 00001 con la imagen de una calle que cruza una ciudad en ruinas. El logo La ReNGa se encuentra en el cuadrante superior izquierdo de la entrada, las palabras "ESTADIO C.A. HURACÁN" en la zona áurea de la entrada, y "sábado 19 DE MAYO a las 20" en la zona inferior derecha y a su derecha el rectángulo vertical dorado con el número de entrada 00001 en vertical, de forma que se lea de abajo hacia arriba.
Centrado, en la parte superior de la portada se lee, con letras angulosas:
INSOPORTABLEMENTE VIVO
Debajo del título, ubicada totalmente en la izquierda, se ve una pequeña Luna llena.
Marisa Pisano se ocupó del arte de tapa, Fito y Tachi de las ilustraciones y Pablo Freytes de la fotografía. El diseño gráfico estuvo a cargo de Ab-2.

## Lista de canciones
Todas las canciones escritas y compuestas por Gustavo "Chizzo" Napoli, excepto las indicadas. 
| CD 1 |                                                                        |               |          |  |
| N.º  | Título                                                                 | Escritor(es)  | Duración |  |
| 1.   | «Panic show»                                                           |               | 3:41     |  |
| 2.   | «Motoralmaisangre»                                                     |               | 3:59     |  |
| 3.   | «Al que he sangrado»                                                   |               | 2:35     |  |
| 4.   | «Bien alto»                                                            |               | 3:29     |  |
| 5.   | «Cuándo vendrán»                                                       |               | 4:27     |  |
| 6.   | «En el baldío»                                                         |               | 4:16     |  |
| 7.   | «El mambo de la botella»                                               |               | 5:01     |  |
| 8.   | «Blues cardíaco» (con Juan Cruz Fernández y Leopoldo Janín)            |               | 5:49     |  |
| 9.   | «El terco» (con Pablo Mantinián, Juan Cruz Fernández y Leopoldo Janín) |               | 5:37     |  |
| 10.  | «En pie» (con Ricardo Mollo)                                           | Manuel Varela | 4:36     |  |
| 11.  | «El cielo del desengaño» (con Pablo Mantinián)                         |               | 4:46     |  |
| 12.  | «Lo frágil de la locura»                                               |               | 4:46     |  |
| 13.  | «Un tiempo fuera de casa»                                              |               | 2:56     |  |
| 14.  | «La vida, las mismas calles»                                           |               | 3:18     |  |
| 15.  | «El twist del pibe»                                                    |               | 3:04     |  |
| 16.  | «El hombre de la estrella»                                             |               | 9:29     |  |

| CD 2 |                                       |                                 |          |  |
| N.º  | Título                                | Escritor(es)                    | Duración |  |
| 1.   | «Paja brava»                          |                                 | 7:15     |  |
| 2.   | «Oportunidad oportuna»                |                                 | 3:44     |  |
| 3.   | «2+2=3» (con Pablo Mantinián)         |                                 | 3:19     |  |
| 4.   | «Arte infernal» (con Pablo Mantinián) |                                 | 5:34     |  |
| 5.   | «El circo romano»                     |                                 | 4:53     |  |
| 6.   | «Cuando estés acá»                    |                                 | 6:33     |  |
| 7.   | «Balada del diablo y la muerte»       |                                 | 7:01     |  |
| 8.   | «El rey de la triste felicidad»       |                                 | 4:18     |  |
| 9.   | «El final es en donde partí»          |                                 | 4:58     |  |
| 10.  | «Me hice canción»                     | Fernando Vera y Gabriel Sánchez | 3:32     |  |
| 11.  | «Psilocybe mexicana»                  |                                 | 5:41     |  |
| 12.  | «El revelde»                          |                                 | 4:01     |  |
| 13.  | «Estalla»                             |                                 | 5:11     |  |
| 14.  | «Hey hey, my my» (con Pappo)          | Neil Young                      | 5:34     |  |
| 15.  | «Hablando de la libertad»             |                                 | 7:44     |  |

## Músicos
La Renga
- Chizzo: Voz y guitarra
- Tete: Bajo
- Tanque: Batería
- Chiflo: Saxofón y trompeta
- Manu: Saxofón, armónica y guitarra rítmica

Invitados
- Pablo Mantiñán: Teclado (en "El cielo del desengaño", "El terco", "2 + 2 = 3" y "Arte infernal")
- Juan Cruz Fernández: Trompeta (en "Blues cardíaco" y "El terco")
- Leopoldo Janín: Saxofón (en "Blues cardíaco" y "El terco")
- Ricardo Mollo: Guitarra (en "En pie")
- Pappo: Guitarra (en "Hey hey, my my")

## Curiosidades
El tema "La nave del olvido" es el único tema del show que quedó fuera de la lista de temas del CD y DVD. En una entrevista a los músicos expresaron que se debía al tiempo máximo que podían incluir en los CD y eligieron dicho tema porque ya contaba con una versión en vivo en el disco Bailando en una pata.